# Arnold Van Aperen
Arnold Adelaïde Van Aperen, né le 20 août 1939 à Meer, est un homme politique belge flamand, membre de VLD.
Il est administrateur de sociétés.

## Carrière politique
- Echevin de Meer de 1970 à 1976.
- Bourgmestre de Hoogstraten de 2006 à 2012.
- Conseiller provincial de la province d'Anvers de 1978 à 1987.
- Sénateur belge de 1987 à 1995.
- Député flamand de 1995 à 1999.
- Député fédéral de 1999 à 2003.